# قانون اساسی فرانسه
قانون اساسی کنونی فرانسه در ۴ اکتبر ۱۹۵۸ به رسمیت رسید و بنیان جمهوری پنجم را تشکیل می‌دهد. این قانون که بیشتر با نام قانون اساسی جمهوری پنجم شناخته می‌شود، جایگزین قانون اساسی جمهوری چهارم شد که از سال ۱۹۴۶ در حال اجرا بود. شارل دوگل اصلی‌ترین چهره در معرفی این قانون و آغاز جمهوری پنجم بود. متن این قانون توسط میشل دبره تهیه شد و در همه‌پرسی ۲۸ سپتامبر ۱۹۵۸ به رای مردم گذاشته شد. از آن هنگام تاکنون این قانون ۱۸ بار بازنگری شده است که واپسین بار آن در سال ۲۰۰۸ میلادی بود.